# 乘龙霉婿
《乘龙霉婿》（Worst Week），又译作《女婿要进门》，港譯《𤓓爆女婿懵外父》，是一部2008年的美国情景喜剧，是对英国情景喜剧《倒霉之周》（The Worst Week of My Life）的美国化。福克斯最初本来打算以“The Worst Week of My Life”为名向美国观众播放这部电视剧，但在拍完试播一集后却因为种种原因未能成行。
本剧在2009年5月遭到停播。